# رين (دائرة إدارية)
رين (بالفرنسية: Arrondissement de Rennes)‏ هي دائرة إدارية فرنسية، في فرنسا، تقع في إيل وفيلان، بلغ عدد سكانها 593,140  نسمة وذلك حسب إحصائيات سنة 2015، عاصمتها رين، تبلغ مساحتها 2,330 كيلومتر مربع.

## التقسيمات الإدارية
- Canton of Bécherel [الإنجليزية]‏
- Canton of Châteaugiron [الإنجليزية]‏
- Canton of Janzé [الإنجليزية]‏
- Canton of Liffré [الإنجليزية]‏
- Canton of Montauban-de-Bretagne [الإنجليزية]‏
- Canton of Montfort-sur-Meu [الإنجليزية]‏
- Canton of Mordelles [الإنجليزية]‏
- Canton of Plélan-le-Grand [الإنجليزية]‏
- Canton of Rennes-Centre [الإنجليزية]‏
- Canton of Rennes-Centre-Ouest [الإنجليزية]‏
- Canton of Rennes-Nord-Ouest [الإنجليزية]‏
- Canton of Rennes-Nord [الإنجليزية]‏
- Canton of Saint-Aubin-d'Aubigné [الإنجليزية]‏
- Canton of Saint-Méen-le-Grand [الإنجليزية]‏
- Canton of Rennes-Nord-Est [الإنجليزية]‏
- Canton of Rennes-Est [الإنجليزية]‏
- Canton of Rennes-Sud-Est [الإنجليزية]‏
- Canton of Bruz [الإنجليزية]‏
- Canton of Rennes-Centre-Sud [الإنجليزية]‏
- Canton of Rennes-Sud-Ouest [الإنجليزية]‏
- Canton of Rennes-le-Blosne [الإنجليزية]‏
- Canton of Rennes-Brequigny [الإنجليزية]‏
- Canton of Betton [الإنجليزية]‏
- Canton of Cesson-Sévigné [الإنجليزية]‏
- Canton of Hédé [الإنجليزية]‏
- رين
- La Chapelle-Chaussée [الإنجليزية]‏.